# チャルーア族

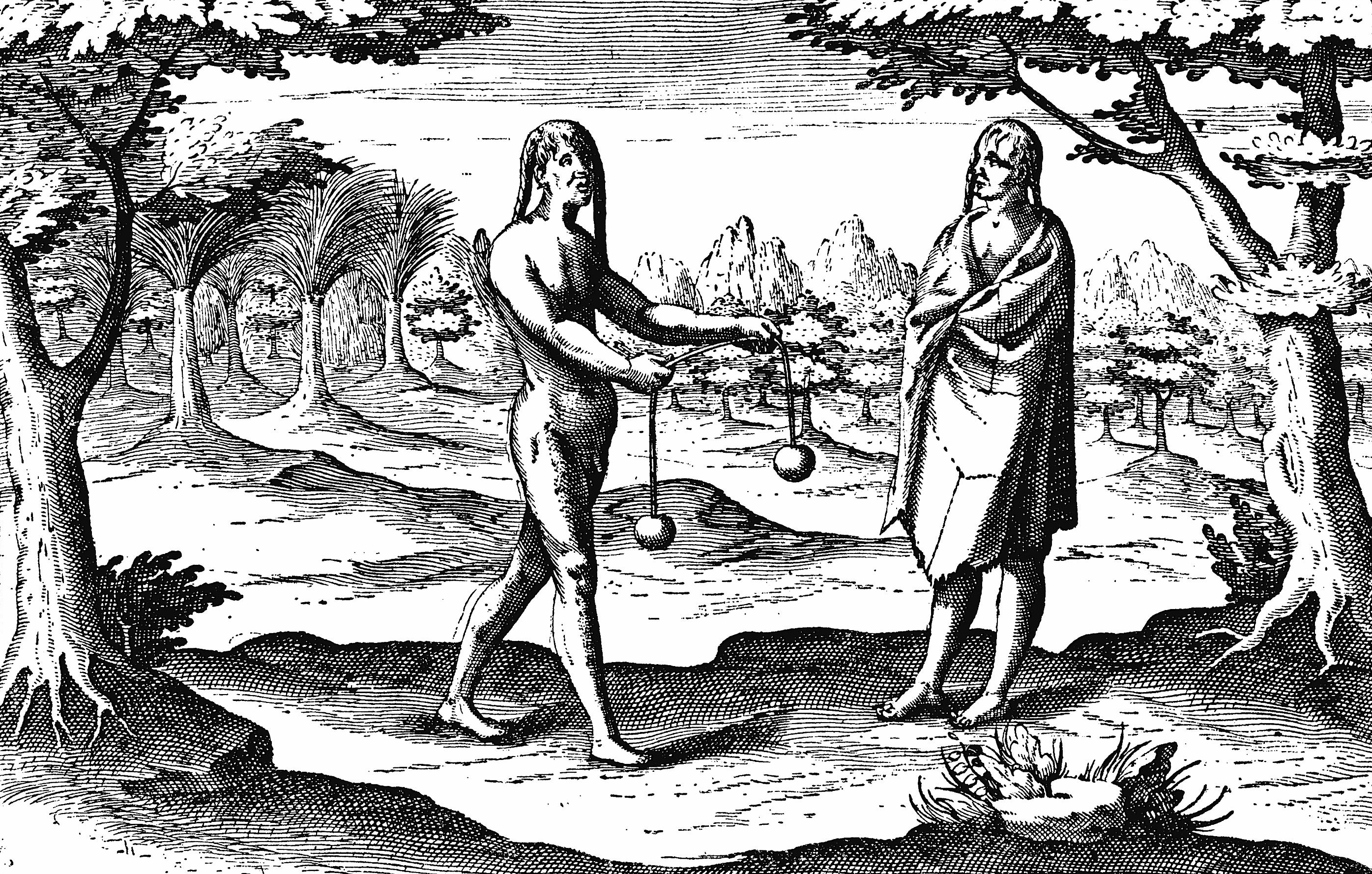
ウルグアイの先住民 描 Hendrick Ottsen journal, 1603年.

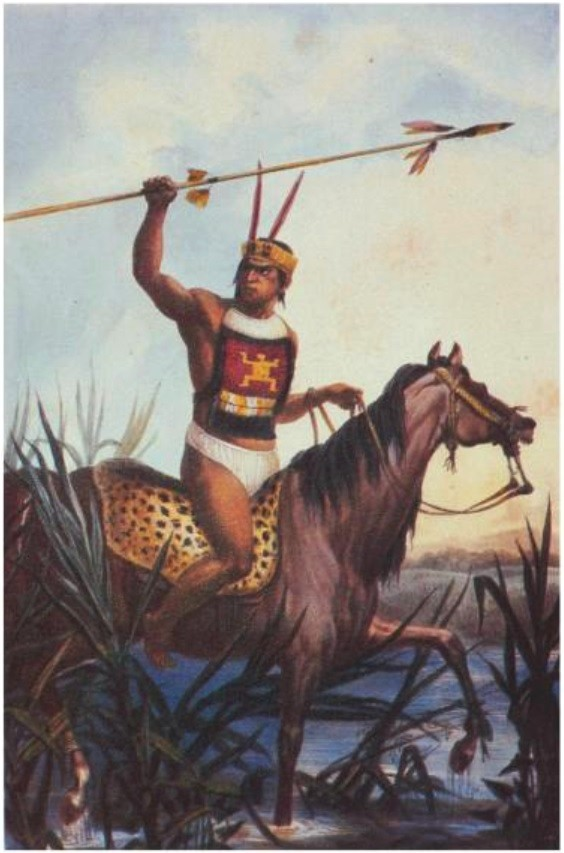
チャルーアの戦士

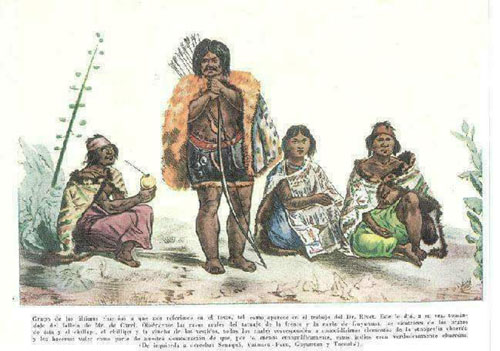
最後のチャルーア族（1833年）

チャルーア族 (Charrúa,チャルーア)とは現在のアルゼンチン北東部のリトラル地方、ブラジル南部、そしてとりわけウルグアイに住んでいたインディオの部族である。当初は狩猟民であり、漁労と採集により生計を立てていた。大きな建築物を建てることはなく、最後までテントで暮らしていた。

## 社会
移動する狩猟採集民で、スペイン人と共に馬がもたらされると乗馬を覚え、以前にも増して強力になった。

## 文化
食人の文化があったと言われている。

## 歴史
スペイン人による征服の直前において現ウルグアイの地域には5,000人程の先住民しかいなかったが、チャルーア族はグアラニー族と並んでその中で主要な民族だったようである。
ラ・プラタ川にやってきた最初のスペイン人の航海者フアン・ディアス・デ・ソリスは当初チャルーアに友好的に迎えられたが、ソリスはこれを無視してチャルーア族に従うよう強制した。四年後再びこの地に赴いたソリスはチャルーア族に殺害された。
ヨーロッパ人を信用するに当たらないとみなしたチャルーア族は1536年に建造されたブエン・アイレ(ブエノスアイレス)市を激しく攻撃し、この町は1541年には放棄された。こうしてチャルーア族はラ・プラタ地域でヨーロッパ人の最大の敵となった。
ソリスとの接触からヨーロッパ人との長きに渡る戦いが始まった。チャルーア族はアメリカ大陸の先住民の中でも稀に見るほどの闘争心を持って徹底的に戦い、しばしば攻め込んできたスペイン人征服者を撃破したが、次第に勢力を衰えて1800年ごろまでには今のウルグアイ北部にまで追い詰められていった。
1800年代初頭にバンダ・オリエンタルでも南米の解放戦争が始まると、チャルーア族は解放者ホセ・アルティーガスのトゥパマロス軍に加わり、スペイン軍やブエノスアイレスからの独立戦争に加わるが、ブラジルから侵攻してきたポルトガル軍の侵略によりアルティーガスが失脚し、その後第二次ウルグアイ独立戦争が終わってウルグアイが独立すると、ウルグアイの初代大統領となっていたフルクトゥオソ・リベラはチャルーア族を脅威とみなし、1831年、リベラの甥のベルナルベ・リベラにだまし討ちにあってサルシプエデス川の戦いで敗れ、1000人ほどに減っていたチャルーア族は民族集団としてはここで滅びる。ここで僅かに生き残ったチャルーア四人はフランスに売り飛ばされ、見世物にされた。彼らを偲んだ「最後のチャルーア」の銅像がモンテビデオに建てられ、遺骨は2002年にようやく169年ぶりにウルグアイに帰った。
チャルーア族の誇り高い闘争心はウルグアイ人にとっても誇りであり、ガラ・チャルーア（garra Charrúa チャルーアの爪）という言葉はチャルーア族の不屈の闘争心を表し、現在ではサッカーの試合など、決して負けられない時にウルグアイ人の魂のようなものを表現する時に使われることもある。似たような意味でサングレ・チャルーア(sangre Charrúa チャルーアの血、自分達にチャルーア族の血が流れていることを誇る)と言うこともある。
サッカーウルグアイ代表チームはロス・チャルーアスと呼ばれる。ブラジルのポルトアレグレのラグビーチームにもチャルーアの名を冠するものがある。